# Пам'ятки культурної спадщини Гримайлівської громади
У статті наведений перелік об'єктів культурної спадщини Гримайлівської громади Чортківського району Тернопільської области України.

## Пам'ятки археології
| №  | Назва                                            | Дата | Адреса | Охоронний номер | Документ про взяття на облік                                                                                                   |
| -- | ------------------------------------------------ | --- | --- | --------------- | --- |
| 1  | Курган Білинівка І                               | епоха бронзи - ранньозалізний вік (ІІ—І тис. до н.е.) | с. Білинівка, урочище „Могила”, за 0,7 км на схід від села на вершині пагорба                                                              | 2078            | Наказ управління культури обласної державної адміністрації від 09.03.2017 № 34-од                                              |
| 2  | Курган Буцики І                                  | епоха бронзи - ранньозалізний вік (ІІ-І тис. до н.е.) | с. Буцики, східні околиці села на вершині пагорба. На території городів                                                                    | 2077            | Наказ управління культури обласної державної адміністрації від 09.03.2017 № 34-од                                              |
| 3  | Поселення Вікно І                                | давньоруський час (ХІІ – ХІІІ ст.) | с. Вікно, 0,5 км на південний захід від села, на правому (західному) березі ставка, утвореному на потічку, що тече через село              | 1254            | Наказ управління культури обласної державної адміністрації від 27.01.2010 № 16                                                 |
| 4  | Поселення Вікно ІІ                               | культура Ґава-Голігради (ІІІ – І тис. до н. е.) | с. Вікно, 4 км на північ від околиць села                                                                                                  | 1813            | Наказ управління культури обласної державної адміністрації від 09.02.2012 № 14                                                 |
| 5  | Поселення Глібів І                               | черняхівська культура (ІІІ- IV ст. н. е.) | с. Глібів, західні околиці села, правий високий мисоподібний берег р. Гнила, між селами Глібовим та Пізнанкою                              | 2127            | Розпорядження Представника Президента України у Тернопільській області від 25.06.1992 № 148                                    |
| 6  | Поселення Гримайлів ІІІ                          | давньоруський час (ХІІ – ХІІІ ст.) | с-ще Гримайлів, південні околиці селища, правий берег р. Гнила                                                                             | 2141            | Наказ управління культури обласної державної адміністрації від 18.10.2005 № 112                                                |
| 7  | Поселення Гримайлів IV                           | черняхівська культура (ІІІ- IV ст. н. е.) | с-ще Гримайлів, південні околиці | 2140            | Розпорядження Представника Президента України у Тернопільській області від 25.06.1992 № 148                                    |
| 8  | Поселення Гримайлів V                            | культура ноа (ХІІІ – Х ст. до н. е.); давньоруський час (ХІІ – ХІІІ ст.); пізнє середньовіччя (XIV – XVI ст.)                                                                  | с-ще Гримайлів, західні околиці селища, південно-східні схили мису, утвореного лівим берегом ставу                                         | 1516            | Наказ управління культури обласної державної адміністрації від 27.01.2010 № 16                                                 |
| 9  | Поселення Зелене І                               | трипільська культура (IV-кінець ІІІ тис. до н.е.); ранній залізний вік (І тис. до н. е.); черняхівська культура (кін. ІІ- поч. V ст. н. е.);давньоруський час (ХІІ – ХІІІ ст.) | с. Зелене, 0,5 км на захід від села, правий берег ставу, на двох мисах                                                                     | 1304            | Наказ управління культури обласної державної адміністраціївід 27.01.2010 № 16                                                  |
| 10 | Поселення Зелене ІІ                              | черняхівська культура (кін. ІІ- поч. V ст. н. е.); давньоруський час (ХІІ – ХІІІ ст.)                                                                                          | с. Зелене, 0,1 км на захід від села, на підтрикутному мисі, утвореному двома струмками, північно-східний берег ставу                       | 1305            | Наказ управління культури обласної державної адміністрації від 27.01.2010 № 16                                                 |
| 11 | Поселення, городище Калагарівка І                | трипільська культура (IV-кінець ІІІ тис. до н.е.) | с. Калагарівка, урочище Під Лисою або Підгурок                                                                                             | 2144            | Рішення виконкому Тернопільської обласної ради від 14.07.1989 № 162                                                            |
| 12 | Поселення Калагарівка ІІ                         | трипільська культура (IV-кінець ІІІ тис. до н.е.); бронзовий вік (кінець ІІІ-II тис. до н. е.); черняхівська культура (ІІІ- IV ст. н. е.); давньоруський час (Х – ХІІІ ст.)    | с. Калагарівка, урочище “Кар’єр” | 2143            | Наказ управління культури обласної державної адміністрації від 18.10.2005 № 112                                                |
| 13 | Поселення Калагарівка ІІІ                        | епоха бронзи – ранньозалізний час (ІІ-І тис. до н.е.); давньоруська культура (ХІІ – ХІІІ ст.)                                                                                  | с. Калагарівка, 500 м на схід від околиць села, правий берег р. Збруч                                                                      | 1843            | Наказ управління культури обласної державної адміністрації від 09.02.2012 № 14                                                 |
| 14 | Поселення Козина І                               | трипільська культура (IV-кінець ІІІ тис. до н.е.) | с. Козина, урочище Кут | 2145            | Рішення виконкому Тернопільської обласної ради від 14.07.1989 № 162                                                            |
| 15 | Городище-святилище Крутилів І                    | давньоруська культура (ІХ-ХІІІ ст.) | с. Крутилів | 190002-Н        | Рішення виконкому Тернопільської обласної ради від 26.08.1986 № 250, Постанова Кабінету Міністрів України від 03.09.2009 № 928 |
| 16 | Поселення Крутилів ІІ                            | давньоруський час (Х-ХІ, ХІІ-ХІІІ ст.) | с. Крутилів, урочище Бабина Долина | 1063            | Рішення виконкому Тернопільської обласної ради від 29.01.1988 № 32                                                             |
| 17 | Городище Крутилів ІІІ                            | ранній залізний вік (І тис. до н. е.); давньоруський час (Х-ХІ, ХІІ ст.) | с. Крутилів, урочище Замчище | 2152            | Рішення виконкому Тернопільської обласної ради від 26.08.1986 № 250                                                            |
| 18 | Поселення Крутилів IV                            | трипільська культура (IV-кінець ІІІ тис. до н.е.); ранній залізний вік (І тис. до н. е.); райковецька культура (VIII-ІХ ст.); давньоруський час (ХІ, ХІІ-ХІІІ ст.)             | с. Крутилів, урочище Стадно І | 2151            | Рішення виконкому Тернопільської обласної ради від 14.07.1989 № 162                                                            |
| 19 | Поселення Крутилів V                             | давньоруський час (ХІІ ст.) | с. Крутилів, урочище Стадно 2 | 2147            | Рішення виконкому Тернопільської обласної ради від 14.07.1989 № 162                                                            |
| 20 | Поселення Крутилів VI                            | давньоруський час (Х ст.) | с. Крутилів, урочище Біля двох джерел | 2148            | Рішення виконкому Тернопільської обласної ради від 14.07.1989 № 162                                                            |
| 21 | Поселення Крутилів VII                           | давньоруський час (Х – ХІ ст.) | с. Крутилів, урочище Хаща | 2149            | Рішення виконкому Тернопільської обласної ради від 14.07.1989 № 162                                                            |
| 22 | Поселення Крутилів ІХ                            | давньоруський час (Х – ХІ ст.) | с. Крутилів, на північ від села, правий берег р. Збруч                                                                                     | 2153            | Наказ управління культури обласної державної адміністрації від 18.10.2005 № 112                                                |
| 23 | Печерна пам’ятка “Печера пустельника” Крутилів Х | давньоруський час (ХІІ – ХІІІ ст.), XIV-XV ст. | с. Крутилів, урочище “Звенигород”, на території городища–святилища                                                                         | 2146            | Наказ управління культури обласної державної адміністрації від 18.10.2005 № 112                                                |
| 24 | Поселення Монастириха І                          | культура Ноа (ХІІІ-ХІІ ст. до н. е. ) | с. Монастириха, урочище “Коло Будніка”, лівий берег струмка Рудка                                                                          | 2164            | Наказ управління культури обласної державної адміністрації від 18.10.2005 № 112                                                |
| 25 | Курган Монастириха ІІ                            | Недатовано | с. Монастириха, урочище “Турівське перехрестя”, на південний захід від перехрестя доріг                                                    | 2165            | Наказ управління культури обласної державної адміністрації від 18.10.2005 № 112                                                |
| 26 | Поселення Раштівці І                             | західно-подільська група скіфського часу; черняхівська культура (кін. ІІ- поч. V ст. н. е.); давньоруський час (ХІІ – ХІІІ ст.)                                                | с. Раштівці, північні околиці села, лівий берег ставу, за 150 м перед дамбою, на північно-західному схилі мису, І-ІІ-а тераси              | 1276            | Наказ управління культури обласної державної адміністрації від 27.01.2010 № 16                                                 |
| 27 | Поселення Раштівці ІІ                            | трипільська культура (IV-кінець ІІІ тис. до н. е.) | с. Раштівці, на території колишнього хутора Стінка                                                                                         |                 | Рішення виконкому Тернопільської обласної ради від 14.07.1989 № 162                                                            |
| 28 | Поселення Ставки І                               | черняхівська культура (кін. ІІ- поч. V ст. н. е.) | с. Ставки, західна частина села, І – ІІ надзаплавні тераси північного берега ставу                                                         | 1707            | Наказ управління культури обласної державної адміністрації від 09.02.2012 № 14                                                 |
| 29 | Поселення Товсте І                               | черняхівська культура (кін. ІІ- поч. V ст. н. е.) | с. Товсте, 1 км на північ від центру села, правий берег р. Гнила (ставу), на мисоподібному південно-східному схилі пагорба, нижче колгоспу | 1258            | Наказ управління культури обласної державної адміністрації від 27.01.2010 № 16                                                 |

## Пам'ятки архітектури
| №   | Назва                                     | Дата     | Адреса                            | Охоронний номер | Документ про взяття на облік                                         |
| --- | ----------------------------------------- | -------- | --------------------------------- | --------------- | -------------------------------------------------------------------- |
| 1.  | Церква св. Богородиці (мур.)              | 1860 р.  | с. Буцики                         | 1871            | розпорядження Представника Президента України від 22.02.1993 р. № 58 |
| 2.  | Церква Успіння (мур.)                     | 1726 р.  | с. Вікно                          | 1898            | розпорядження Представника Президента України від 22.02.1993 р. № 58 |
| 3.  | Ганнозачатіївська церква (дер.)           | XVII ст. | с. Волиця                         | 1576/1          | постанова Ради Міністрів УРСР від 06.09.1979 р. № 442                |
| 4.  | Дзвіниця Ганнозачатіївської церкви (дер.) | XVII ст. | с. Волиця                         | 1576/2          | постанова Ради Міністрів УРСР від 06.09.1979 р. № 442                |
| 5.  | Церква св. Онуфрія (мур.)                 | 1772 р.  | с. Глібів                         | 1884            | розпорядження Представника Президента України від 22.02.1993 р. № 58 |
| 6.  | Житловий будинок (мур.)                   | ХІХ ст.  | с-ще Гримайлів, вул. Лук’янова, 8 | 1899            | розпорядження Представника Президента України від 22.02.1993 р. № 58 |
| 7.  | Церква кам’яна                            | 1766 р.  | с. Зелене                         | 1892            | розпорядження Представника Президента України від 22.02.1993 р. № 58 |
| 8.  | Будинок садиби (мур.)                     |          | с. Козина                         | 446             | рішення Тернопільського ОВК від 31.03.1992 р. № 30                   |
| 9.  | Церква св. Параскеви (дер.)               | XVII ст. | с. Козина                         | 1577/1          | постанова Ради Міністрів УРСР від 06.09.1979 р. № 442                |
| 10. | Дзвіниця Церкви св. Параскеви (дер.)      | XVI ст.  | с. Козина                         | 1577/2          | постанова Ради Міністрів УРСР від 06.09.1979 р. № 442                |
| 11. | Церква св. Юрія (мур.)                    | 1873 р.  | с. Кокошинці                      | 1875            | розпорядження Представника Президента України від 22.02.1993 р. № 58 |
| 12. | Церква Покрови (мур.)                     | 1780 р.  | с. Мала Лука                      | 1872            | розпорядження Представника Президента України від 22.02.1993 р. № 58 |
| 13. | Церква Пресвятої Богородиці (мур.)        | 1880 р.  | с. Малі Бірки                     | 1873            | розпорядження Представника Президента України від 22.02.1993 р. № 58 |
| 14. | Церква Успенія (мур.)                     | 1884 р.  | с. Раштівці                       | 1889            | розпорядження Представника президента України від 22.02.1993 р. № 58 |
| 15. | Синагога (мур.)                           | ХІХ ст.  | с-ще Гримайлів                    | 1860            | розпорядження Представника Президента України від 22.02.1993 р. № 58 |
| 16. | Руїни замку (мур.)                        | XVII ст. | с-ще Гримайлів                    | 1861            | розпорядження Представника Президента України від 22.02.1993 р. № 58 |
| 17. | Церква Пресвятої Діви Марії (мур.)        | 1807 р.  | с-ще Гримайлів                    | 1862            | розпорядження Представника Президента України від 22.02.1993 р. № 58 |
| 18. | Парк                                      | ХІХ ст.  | с-ще Гримайлів                    | 1901            | розпорядження Представника Президента України від 22.02.1993 р. № 58 |

## Пам'ятки історії
| №  | Назва | Дата         | Адреса                                                   | Охоронний номер | Документ про взяття на облік                                                                      |
| -- | --- | ------------ | -------------------------------------------------------- | --------------- | ------------------------------------------------------------------------------------------------- |
| 1  | Пам'ятний знак воїнам-землякам, які загинули в роки Другої світової війни                                                      | 1967 р.      | с. Буцики                                                | 293             | Рішення виконкому Тернопільської обласної ради від 22.03.1971 р. № 147                            |
| 2  | Пам'ятний знак (хрест) на честь скасування панщини                                                                             | відн. 1990р. | с. Вікно                                                 | 1356            | Наказ управління культури Тернопільської обласної державної адміністрації від 18.10.2005 р. № 112 |
| 3  | Братська могила воїнів Української Повстанської Армії                                                                          |              | с. Вікно, кладовище                                      | 3142            | Наказ управління культури Тернопільської обласної державної адміністрації від 27.01.2010 р. № 16  |
| 4  | Могила воїна Радянської армії Цикіна М.                                                                                        | 1967 р.      | с. Вікно, кладовище                                      | 155             | Рішення виконкому Тернопільської обласної ради від 22.03.1971 р. № 147                            |
| 5  | Пам'ятний знак воїнам-землякам, які загинули в роки Другої світової війни                                                      | 1967 р.      | с. Вікно, центр                                          | 156             | Рішення виконкому Тернопільської обласної ради від 22.03.1971 р. № 147                            |
| 6  | Пам'ятний знак воїнам-землякам, які загинули в роки Другої світової війни                                                      | 1968 р.      | с. Глібів, роздоріжжя біля церкви                        | 295             | Рішення виконкому Тернопільської обласної ради від 22.03.1971 р. № 147                            |
| 7  | Пам'ятний знак воїнам-землякам, які загинули в роки Другої світової війни                                                      | 1967 р.      | с. Зелене                                                | 296             | Рішення виконкому Тернопільської обласної ради від 22.03.1971 р. № 147                            |
| 8  | Пам'ятний знак воїнам-землякам, які загинули в роки Другої світової війни                                                      | 1967 р.      | с. Калагарівка                                           | 164             | Рішення виконкому Тернопільської обласної ради від 22.03.1971 р. № 147                            |
| 9  | Пам'ятний знак воїнам-землякам, які загинули в роки Другої світової війни                                                      | 1965 р.      | с. Красне                                                | 173             | Рішення виконкому Тернопільської обласної ради від 22.03.1971 р. № 147                            |
| 10 | Пам'ятник партизанам-ковпаківцям                                                                                               | 1966 р.      | с. Красне, ліс біля дороги Сатанів – Гримайлів           | 172             | Рішення виконкому Тернопільської обласної ради від 22.03.1971 р. № 147                            |
| 11 | Пам'ятний знак археологам Тимощуку Б.О., Русановій І.П., які досліджували давньоруський Збруцький культовий центр (Х-ХІІІ ст.) | 2011 р.      | с. Крутилів, південні околиці села, урочище «Звенигород» | 3255            | Наказ управління культури Тернопільської обласної державної адміністрації від 05.04.2012 р. № 42  |
| 12 | Пам'ятний знак воїнам-землякам, які загинули в роки Другої світової війни                                                      | 1976 р.      | с. Лежанівка                                             | 175             | Рішення виконкому Тернопільської обласної ради від 22.03.1971 р. № 147                            |
| 13 | Пам'ятний знак воїнам-землякам, які загинули в роки Другої світової війни                                                      | 1967 р.      | с. Мала Лука                                             | 300             | Рішення виконкому Тернопільської обласної ради від 22.03.1971 р. № 147                            |
| 14 | Пам'ятний знак воїнам-землякам, які загинули в роки Другої світової війни                                                      | 1967 р.      | с. Малі Бірки                                            | 178             | Рішення виконкому Тернопільської обласної ради від 22.03.1971 р. № 147                            |
| 15 | Пам'ятний знак воїнам-землякам, які загинули в роки Другої світової війни                                                      | 1967 р.      | с. Паївка                                                | 181             | Рішення виконкому Тернопільської обласної ради від 22.03.1971 р. № 147                            |
| 16 | Пам'ятний знак на місці загибелі 4-х повстанців                                                                                |              | с. Раштівці                                              | 1359            | Наказ управління культури Тернопільської обласної державної адміністрації від 18.10.2005 р. № 112 |
| 17 | Пам'ятний знак партизанам-ковпаківцям Подоляко В., Подурем'я І.                                                                | 1985 р.      | с. Раштівці                                              | 1086            | Рішення виконкому Тернопільської обласної ради від 26.08.1986 р. № 250                            |
| 18 | Пам'ятний знак воїнам-землякам, які загинули в роки Другої світової війни                                                      | 1966 р.      | с. Раштівці                                              | 301             | Рішення виконкому Тернопільської обласної ради від 22.03.1971 р. № 147                            |
| 19 | Пам'ятний знак воїнам-землякам, які загинули в роки Другої світової війни                                                      | 1967 р.      | с. Саджівки, біля головної дороги зправа                 | 305             | Рішення виконкому Тернопільської обласної ради від 22.03.1971 р. № 147                            |
| 20 | Пам'ятний знак на відміну панщини                                                                                              | 1848 р.      | с. Товсте                                                | 1364            | Наказ управління культури Тернопільської обласної державної адміністрації від 18.10.2005 р. № 112 |
| 21 | Пам'ятний знак воїнам-землякам, які загинули в роки Другої світової війни                                                      | 1967 р.      | с. Товсте                                                | 307             | Рішення виконкому Тернопільської обласної ради від 22.03.1971 р. № 147                            |
| 22 | Пам'ятний знак воїнам-землякам, які загинули в роки Другої світової війни                                                      | 1949 р.      | с-ще Гримайлів                                           | 159             | Рішення виконкому Тернопільської обласної ради від 22.03.1971 р. № 147                            |
| 23 | Монумент “Загиблим за Україну”                                                                                                 | 2004 р.      | с-ще Гримайлів, біля автостанції                         | 1367            | Наказ управління культури Тернопільської обласної державної адміністрації від 18.10.2005 р. № 112 |

## Пам'ятки монументального мистецтва
| №  | Назва                                                                                | Дата                  | Адреса                           | Охоронний номер | Документ про взяття на облік |
| -- | ------------------------------------------------------------------------------------ | --------------------- | -------------------------------- | --------------- | --- |
| 1  | Пам’ятник польському поету Міцкевичу Адаму                                           | 1898 р.               | с-ще Гримайлів                   | 160             | Рішення виконкому Тернопільської обласної ради від 22.03.1971 р. № 147                                                                                               |
| 2  | Пам’ятник поету, громадському діячу Франку Івану Яковичу                             | 1963 р., рек. 1991 р. | с. Вікно                         | 193 (1678)      | Рішення виконкому Тернопільської обласної ради від 22.03.1971 р. № 147, Розпорядження Голови Тернопільської обласної державної адміністрації від 26.05.1997 р. № 209 |
| 3  | Пам’ятник поету, письменнику, художнику Шевченку Тарасу Григоровичу                  | 1992 р.               | с. Глібів                        | 1348            | Наказ управління культури Тернопільської обласної державної адміністрації від 18.10.2005 р. № 112                                                                    |
| 4  | Скульптура Матері Божої з Ісусом                                                     | ХІХ ст.               | с. Глібів, подвір’я церкви       | 3002            | Наказ управління культури Тернопільської обласної державної адміністрації від 27.01.2010 р. № 16                                                                     |
| 5  | Скульптура св. Онуфрія                                                               | ХІХ ст.               | с. Глібів, подвір’я церкви       | 3003            | Наказ управління культури Тернопільської обласної державної адміністрації від 27.01.2010 р. № 16                                                                     |
| 6  | Скульптура Матері Божої                                                              | ХІХ ст.               | с. Глібів, подвір’я церкви       | 3005            | Наказ управління культури Тернопільської обласної державної адміністрації від 27.01.2010 р. № 16                                                                     |
| 7  | Пам’ятник поету, письменнику, художнику Шевченку Тарасу Григоровичу                  | 1962 р.               | с. Лежанівка                     | 201             | Рішення виконкому Тернопільської обласної ради від 22.03.1971 р. № 147                                                                                               |
| 8  | Пам’ятник державному і військовому діячу, гетьману України Хмельницькому Богдану     | 1954 р.               | с. Раштівці                      | 204             | Рішення виконкому Тернопільської обласної ради від 22.03.1971 р. № 147                                                                                               |
| 9  | Двостороння скульптурна композиція: Свята Трійця та Матір Божа і Матір Божа з Ісусом | 1886 р.               | с. Ставки, капличка над джерелом | 3004            | Наказ управління культури Тернопільської обласної державної адміністрації від 27.01.2010 р. № 16                                                                     |
| 10 | Пам’ятник поету, прозаїку, фольклористу Шашкевичу Маркіяну                           | 1911 р.               | с. Товсте                        | 1125            | Рішення виконкому Тернопільської обласної ради від 25.10.1988 р. № 243                                                                                               |
| 11 | Пам’ятник академіку Пулюю Івану Павловичу                                            | 1995 р.               | с-ще Гримайлів                   | 1679            | Розпорядження Голови Тернопільської обласної державної адміністрації від 26.05.1997 р. № 209                                                                         |
| 12 | Пам’ятник поету, письменнику, художнику Шевченку Тарасу Григоровичу                  | 1956 р.               | с-ще Гримайлів, парк             | 196             | Рішення виконкому Тернопільської обласної ради від 22.03.1971 р. № 147                                                                                               |